# Rasmus Seebach
Rasmus Christian Seebach (nacido el 28 de marzo de 1980 en Frederiksberg) es un cantante, compositor y productor danés. Debutó en solitario con el sencillo "Angel" en abril de 2009, después de servir como compositor de otros artistas durante más de diez años. En septiembre siguió su álbum debut homónimo, que se convirtió en un gran éxito con más de 240.000 copias vendidas, así como el récord de la mayoría de las semanas en la parte superior de la lista de éxitos del álbum. Con el lanzamiento de su segundo álbum, Mer 'Than Love en octubre de 2011, Rasmus Seebach se convirtió en el artista más vendido en Dinamarca, ya que el álbum vendió más de 42.000 copias en una semana. En total, Rasmus Seebach ha vendido más de 600.000 copias de sus dos primeros álbumes, junto con el álbum en vivo Rasmus Seebach Live (2012). En noviembre de 2013, el tercer álbum de Seebach, No One Can Promise You Tomorrow. En noviembre de 2015, se lanzó su cuarto álbum de estudio: The World Can Wait.
La música de Rasmus Seebach también se ha lanzado en Suecia y Noruega, y en inglés en Alemania. Él, en particular, ha tenido éxito en Suecia y Noruega con el "Natteravn" de cinco éxitos, que vendió oro y triple platino, respectivamente. En Dinamarca, Seebach como compositor, junto con su hermano mayor Nicolai, ha tenido un gran éxito con la canción de reparto "How Small We Are" (2005), que vendió 13 veces platino. 
El éxito de Rasmus Seebach como artista solista se ha atribuido a las letras simples y banales de la canción sobre "recorridos por el amor y la ciudad, que en sus letras se hablan con mayor frecuencia o lenguaje SMS", y "que su historia de vida contiene los ingredientes para una narrativa pop danesa de los más duros ", refiriéndose al hecho de que Rasmus Seebach es el hijo del querido cantante danés Tommy Seebach, quien murió de un paro cardíaco en 2003, después de un año de abuso de alcohol.

## Vida y carrera
Rasmus Seebach nació el 28 de marzo de 1980 en Frederiksberg en Copenhague, como hijo de Karen Sommer y el cantante Tommy Seebach. Rasmus Seebach también tiene una hermana pequeña, Marie, además de su hermano mayor Nicolai. El padre murió en 2003 de un ataque cardíaco a la edad de 53 años. En la canción "Who I Am" de 2009, Rasmus Seebach perdona al padre de su estilo de vida alcohólico con las palabras, "Prométeme que no pidas disculpas, porque me hiciste quien soy". Cuando era joven, Rasmus Seebach quería ser un jugador de fútbol profesional. Cuando era niño, jugó en el primer equipo de KB Football en Frederiksberg, pero optó por abandonar el fútbol porque se dio cuenta de que "preferiría divertirme y asistir a una fiesta de clase. Que no pensé que fuera divertido estar tan concentrado en el entrenamiento, comer sano y algunas cosas así ".
Rasmus Seebach se interesó por la música a una edad temprana. El estudio de sonido del padre estaba en la habitación de la infancia de Rasmus, lo que significaba que, según sus propias palabras, estaba "obligado a escuchar las notas" y lo había inspirado inconscientemente en la música de su padre.  Aunque creció con la música pop, Rasmus 'en su adolescencia se interesó en la música rap y hip-hop, debido a "había una actitud audaz y cierta ventaja" sobre el género. Junto con su hermano mayor Nicolai, formó el grupo de rap, G-Bach, y en 1999 lanzaron un álbum de hip-hop titulado Skakmat.  El álbum fue inspirado por el duro hip-hop estadounidense, pero al mismo tiempo apareció la canción. Era, según Rasmus Seebach, un álbum esquizofrénico : "Por un lado éramos megaestimulantes, y por el otro lado realmente queríamos hacer algunas canciones que a la gente le gustaran".
Rasmus Seebach fue originalmente solo un compositor de canciones para otros artistas, y fue mejor no estar en primer plano. Sin embargo, esto cambió cuando escribió la canción "Angel" y Seebach sintió que era su vocación convertirse en cantante. Al mismo tiempo, temía no arrepentirse de no seguir una carrera como cantante más adelante en la vida: "Tenía 29 años en ese momento y luego pensé: 'Está bien, no debería ser solo ahora'". Creo que estaría muy molesto si hubiera tenido 35 años y me preguntara por qué no había cantado las canciones yo mismo ".  "Angel" fue lanzado como el primer single de Seebach en el verano de 2009, y con el tiempo se convirtió en un gran éxito. Según Thomas Søie Hansen de Berlingske Tidende, la canción representa "el semillero de una era completamente nueva en la música pop danesa".
El 28 de septiembre de 2009, se lanzó el álbum debut Rasmus Seebach, lo que provocó que los éxitos "Happy Again", "A Little in Five" y "Night's Name" se encontraran entre los 11 temas.  "Angel" ganó en la categoría "P3 Listener" en P3 Gold en enero de 2010  El álbum fue lanzado en Suecia el 7 de julio de 2010 en Universal.  Aquí, el sencillo "Nombres de la noche" ha sido clasificado como # 4 en la lista de resultados. encontrado en la estación de radio sueca NRJ, tal como Seebach ha aparecido en la televisión sueca con la canción. En Dinamarca, el álbum en noviembre de 2013 completó más de 230,000 copias vendidas, y en octubre de 2010 Seebach tomó el récord de Kim Larsen durante la mayoría de las semanas como el número uno en la lista de éxitos del álbum danés, con 25 semanas.
El 27 de mayo de 2011, la canción "Angel" apareció en una versión en inglés titulada "Angel" en Universal Music en Alemania.  En septiembre, "Night Names" apareció en la edición en inglés, "Calling (Nighthawk)". El sencillo logró una modesta clasificación como el número 90 en la lista de éxitos de un solo alemán. Posteriormente se planeó lanzar una versión en inglés del álbum debut de Rasmus Seebach en noviembre de 2011, pero el álbum nunca se lanzó.   Esto se debe a la falta de apoyo de Seebach por parte de la compañía discográfica.

## Vida privada
Durante un período de 2011, se emparejó con la actriz Julie Zangenberg antes de convertirse en amantes del futbolista Nicklas Bendtner.
Junto con su novia actual (a a 2019 de 9 ) él tiene un hijo.